# Тхакургаон
Тхакургао́н (бенг. ঠাকুরগাঁও) — город и муниципалитет на северо-западе Бангладеш, административный центр одноимённого округа. Площадь города равна 10,70 км². По данным переписи 2001 года, в городе проживало 40 336 человек, из которых мужчины составляли 51,62 %, женщины — соответственно 48,38 %. Плотность населения равнялась 3770 чел. на 1 км². Уровень грамотности взрослого населения составлял 58,5 % (при среднем по Бангладеш показателе 43,1 %).